# النسر الرياضي بالماتلين

شعار النسر الرياضي بالماتلين

النَسْر الرياضي بالمَاتِلِين أو اختصارًا نسر الماتلين نادٍ رياضي تونسي ينشط بمدينة الماتلين، تأسس عام 1980.